# Tokchon
Tokchon è una città della Corea del Nord, situata nella provincia dello Pyongan Meridionale.